# Bari–Igoumenitsa
Bari–Igoumenitsa är en bilfärjelinje som går mellan Bari i Italien och Igoumenitsa i Grekland. Överfartstid är ungefär 9–10 timmar, och det går upp till tre turer per dag och riktning, två med rederiet Superfast Ferries, och en med rederiet Ventouris.
Det finns också förbindelse vidare till Patras i Grekland, endast med Superfast Ferries. Det tar 16 timmar från Bari.
Det finns också en färjelinje mellan Ancona i Italien och Patras via Igoumenitsa, som också går två gånger per dag, med rederiet Superfast Ferries.

## Historik
Förr gick färjelinjen från Brindisi via Igoumenitsa till Patras, men det går inga bilfärjor från Brindisi längre.
Under 1980-talet var det mycket populärt att tågluffa. Det var då särskilt populärt att åka med denna båtlinje till Patras. Det var huvudförbindelsen till Grekland. Det var hundratals unga tågluffare per båt på sommaren. Att ta tåget via Ungern och Jugoslavien var inte alls lika populärt, eftersom visum i båda länder behövdes, vilket var krångligt att skaffa, och dessa länder hade dessutom dåligt rykte vid denna tid.